# Sarah Aaronsohn
Sarah Aaronshon (Zikhron Ya'aqov, 1890 – Zikhron Ya'aqov, 9 ottobre 1917) è stata un'agente segreto ottomana.
Faceva parte del gruppo Nili, formato da spie ebraiche che lavoravano per i britannici durante la prima guerra mondiale, ed era sorella del botanico Aaron Aaronsohn. Spesso ci si riferisce a lei con l'appellativo di "eroina del Nili".

## Biografia

### Primi anni
Sarah nacque e morì a Zikhron Ya'aqov, in Palestina, che a quel tempo era una provincia dell'Impero ottomano. Visse per un breve periodo a Istanbul, fino al 1915, epoca in cui ritornò a casa a Zikhron Ya'aqov per fuggire da un matrimonio infelice.

### Decisione di dedicarsi allo spionaggio
Sulla via del ritorno tra Istanbul e Haifa Sarah assistette personalmente al genocidio armeno. Nella sua testimonianza descrive di aver visto centinaia di corpi di uomini, donne, bambini e malati armeni caricati su treni ed un massacro di circa 5.000 armeni scagliati su piramidi di rovi in fiamme. Secondo Haim Herzog Sarah decise di aiutare le forze britanniche dopo essere stata testimone del lungo genocidio armeno per mano degli ottomani in Anatolia.

### Il gruppo di spionaggio Nili

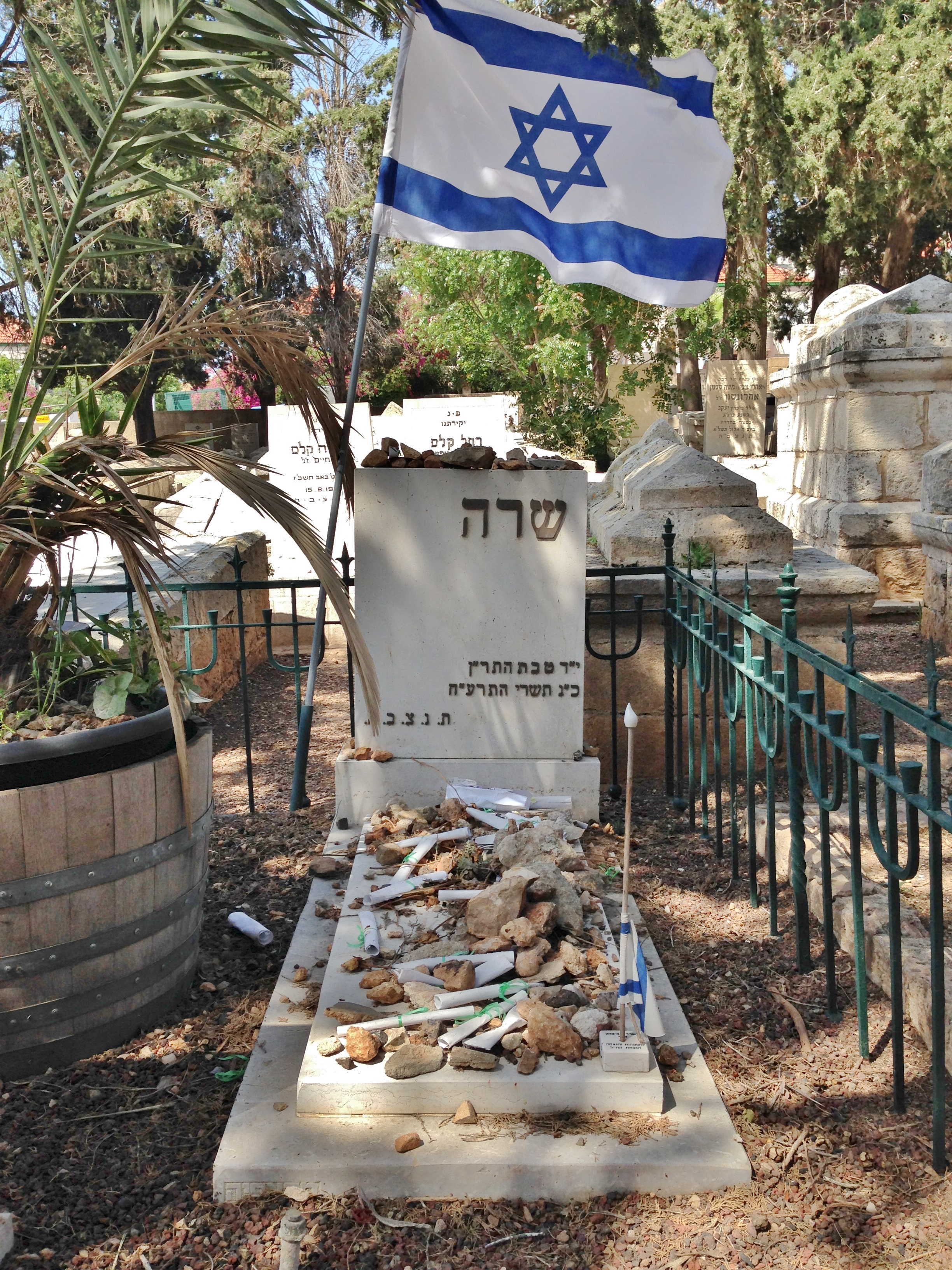
Tomba di Sarah Aaronsohn

Sarah, i suoi fratelli Aaron ed Alex e il loro amico Avshalom Feinberg fondarono e guidarono il Nili. Sarah sovraintendette alle operazioni del gruppo di spionaggio e passò informazioni agli agenti britannici. Quando Aaron Aaronsohn era fuori, lei guidava le operazioni di spionaggio in Palestina. Viaggiò spesso lungo il vasto territorio dell'Impero ottomano raccogliendo importanti informazioni utili per i britannici, portandole direttamente in Egitto. Nel 1917 Alex discusse con lei sull'opportunità di rimanere in Egitto, all'epoca sotto controllo britannico, poiché temeva ritorsioni da parte delle autorità ottomane. Ma infine lei preferì ritornare a Zichron Ya'aqov per continuare le attività del Nili.

### Scoperta e morte
Nel settembre del 1917 gli ottomani catturano il suo piccione viaggiatore mentre portava un messaggio ai britannici e decriptarono il codice Nili. In ottobre gli ottomani circondarono  Zikhron Ya'aqov ed arrestarono molte persone, Sarah inclusa. Dopo quattro giorni di tortura si suicidò sparandosi un colpo di pistola per evitare altre torture e proteggere i suoi colleghi.
Nella sua ultima lettera espresse la speranza che con le sue attività nel Nili si sarebbe avvicinata la realizzazione di una nazione ebraica nella terra di Israele.